# Melvins
Melvins es una banda estadounidense de sludge metal, originaria de Seattle y formada alrededor del año 1983 en Montesano, Washington por Buzz Osborne (guitarra, voz), Matt Lukin (bajista) y Mike Dillard (batería). Dale Crover se les uniría posteriormente.
Melvins fue, al menos, una fuente muy importante de inspiración de lo que después se llamaría grunge.

## Historia
Buzz Osborne (apodado King Buzzo) y Dale Crover han sido miembros fijos desde su formación, pero los bajistas han rotado a través del tiempo. El nombre de la banda se le debe a un muchacho que Buzz conoció cuando trabajaba de oficinista en Montesano, Washington. Melvin era el tipo más odiado que trabajaba ahí y entonces los miembros de la banda propusieron aquel nombre como el más ridículo (y el más apropiado).
Melvins ha tenido una influencia directa sobre grupos como Nirvana y Mudhoney, ya que amistades e integrantes de Melvins han sido miembros con influencia y peso sobre la música de estas dos últimas bandas.
Matt Lukin, exmiembro fundador de Melvins, al dejar la banda y después de grabar 10 Songs (1985) y uno de sus más memorables álbumes Gluey Porch Treatments (1987), forma en 1988 junto con dos miembros antiguos de Green River (Mark Arm y Steve Turner) y otro exmiembro de Nirvana, Dan Peters, uno de los grupos fundamentales del grunge, Mudhoney.
Otra influencia directa que ejerció Melvins fue en Nirvana, a través de Dale Crover que, además de ser amigo y confidente de Kurt Cobain y Krist Novoselic, fue quien les recomendó a Dave Grohl después de que Chad Channing se marchara del grupo. Fecal Matter, el primer grupo de Kurt Cobain, fundado con la ayuda de Dale Crover, grabó una maqueta bajo el título Illiteracy Will Prevail (grabada en diciembre de 1985 con siete canciones), donde Crover toca la batería y Kurt la guitarra; tiempo después también ayudaría como baterista en las giras de Nirvana.
El sonido de Melvins ha sido influenciado por Black Flag (por el lado punk) y Black Sabbath (por el lado heavy metal y opresivo). Su aproximación a favor del sludge metal, el particular sentido del humor y lo experimental de su música le han jugado una mala difusión comercial, pero ese sonido lento y opresivo es el que influyó fuertemente sobre la música grunge, especialmente en Nirvana y en muchos otros grupos de Seattle. Uno de sus admiradores, Kurt Cobain, sin embargo, tendió a usar música más convencional mezclada con este sonido.
Melvins a pesar de ser el grupo en el cual la mayoría de sus pares (muchos de ellos de la Generación X) se inspiraron, no ha tenido aquel merecido lugar en el estrellato, pero entre los músicos de Seattle y sus alrededores (incluso en los Estados Unidos y Europa) han sido muy respetados y valorados como la banda del grunge, aunque así no pareciese.
Se ha especulado innumerables veces sobre quién es el padre del grunge. Para los seguidores que vieron crecer al grunge como género musical, han sido los primeros en alzar la voz. Si Neil Young, Sonic Youth, Mudhoney, Nirvana, Alice In Chains, Soundgarden, Melvins, Pearl Jam, Meat Puppets o Stone Temple Pilots: numerosas veces se ha respondido que los grupos más antiguos, es decir, los que se formaron tempranamente, se merecen este título.
Melvins siguen experimentando sonidos con Never Breathe What You Can't See (2004) y Sieg Howdy! (2006), estos dos álbumes en colaboración con Jello Biafra, junto al álbum Mangled Demos from 1983, una recopilación de sencillos y temas grabados en casa, A Live History of Gluttony and Lust: Houdini Live 2005, álbum que se grabó en vivo durante un concierto como una reedición de su álbum más sólido y comercial junto con Stoner Witch (1994). Para su nuevo disco, (A) Senile Animal (2006), han reclutado a los miembros de la agrupación Big Business, convirtiéndose en un cuarteto de doble batería, guitarra, bajo y múltiples voces. El disco aparece el 10 de octubre.
The Melvins a pesar de ser considerada la banda más mítica de la escena grunge no ha gozado de tales privilegios, actualmente siguen manipulando y descubriendo nuevos sonidos, pero a diferencia de los 90's ya tienen un considerable grupo de fanes fieles a quienes satisfacer.

## Miembros

### Miembros actuales
- Buzz Osborne – Vocalista líder y guitarra (1983 - presente)
- Dale Crover – Batería, percusión, vocalista (1984 - presente) y bajo (2008 - presente, con Melvins 1983)
- Steven Shane McDonald – Bajo y vocalista (2015 - presente)

### Miembros rotativos
- Jared Warren – Bajo y vocalista (2006 - presente)
- Coady Willis – Batería y vocalista (2006 - presente)
- Mike Dillard – Batería (1983 - 1984, 2008 - presente, con Melvins 1983)
- Trevor Dunn – Contrabajo, vocalista (2011 - presente, con Melvins Lite) y bajo (2005 - 2009)
- Jeff Pinkus – Bajo y vocalista (2013 - presente)

### Miembros antiguos
- Matt Lukin – Bajo (1983 - 1987)
- Lori Black – Bajo (1987 - 1991, 1992 - 1993)
- Joe Preston – Bajo (1991 - 1992)
- Mark Deutrom – Bajo y guitarra (1993 - 1998)
- Kevin Rutmanis – Bajo (1998 - 2005)

### Músicos adicionales y de giras
- Tom Flynn – Bajo (1990)
- Dave Sahijdak – Bajo (1993)
- Billy Anderson – Bajo (1993)
- David Scott Stone – Guitarra (2000 - 2001) y bajo (2004 - 2006)

## Discografía
1. Gluey Porch Treatments (1987)
2. Ozma (1989)
3. Bullhead (1991)
4. Lysol (aka Melvins) (1992)
5. Houdini (1993)
6. Prick (1994)
7. Stoner Witch (1994)
8. Stag (1996)
9. Honky (1997)
10. The Maggot (1999)
11. The Bootlicker (1999)
12. The Crybaby (2000)
13. Electroretard (2001)
14. Hostile Ambient Takeover (2002)
15. Pigs of the Roman Empire con/Lustmord (2004)
16. Never Breathe What You Can't See con/Jello Biafra (2004)
17. Sieg Howdy! con/Jello Biafra (2005)
18. (A) Senile Animal (2006)
19. Nude with Boots (2008)
20. The Bride Screamed Murder (2010)
21. Freak Puke (2012)
22. Everybody Loves Sausages (2013)
23. Tres Cabrones (2013)
24. Hold It In (2014)
25. Basses Loaded (2016)